# XXS
XXS is een driedelig downloadalbum van de band BLØF uit december 2006, alleen digitaal verkrijgbaar na aankoop van het album Umoja. Het werd in drie delen aangeboden, op verschillende data. Samen met het geprinte – eveneens te downloaden – cd-boekje kan met de gebrande delen een compleet fysiek album gemaakt worden.
Er staan op het album twaalf live-tracks die zijn opgenomen tijdens twee van de theaterconcerten die BLØF gaf.

## Tracklist
1. Opstand
2. Monsters slapen nooit
3. Vrouw op de veranda
4. Nergens meer naar toe
5. Nieuwe maan
6. Dat wij dat zijn
7. Geen tango
8. Het geeft niet
9. In het volle licht
10. Watermakers
11. Hier
12. Helder

Bandleden:

Paskal Jakobsen · Peter Slager · Bas Kennis · Norman Bonink (voormalig: Henk Tjoonk, Chris Götte)

Discografie: